# Grande Loge féminine de France
La Gran Lògia Femenina de França (en francès: Grande Loge Féminine de France) és la degana de les obediències maçòniques estrictament femenines.

## Història
A partir del segle XVIII els francmaçons establiren un sistema de cooptació per adopció per a l'atenció de les seves dones i de les seves famílies. Nombroses van ser des d'aleshores les dones que van tindre una activitat maçònica, tot i que l'entrada a la francmaçoneria no va ser permesa a les dones segons els texts fundadors de 1723.
L'impuls de militants com Flora Tristan, Louise Michel i Maria Deraismes va ser decisiu, aquesta darrera va ser rebuda i va ser iniciada el 1882 a una lògia masculina i va fundar, amb Georges Martin, l'Ordre maçonnique mixte international « le Droit humain » el 1893.
Des d'aleshores, la francmaçoneria femenina s'assenta; són les lògies d'adopció en les quals els germans decideixen unilateralment conferir l'autonomia el 1935. 1936 és un any efervescent en el transcurs del qual 8 lògies femenines autònomes es constitueixen per formar el primer congrés maçònic, embrió de la futura Gran Lògia femenina de França. La Segona Guerra Mundial les dispersarà; moltes de les membres seran deportades, altres entraran en la clandestinitat i s'introduiran a la Resistència.
El 1945, el primer congrés maçònic que s'havia mantingut és reconstituït sota la presidència d'Anne-Marie Gentily. El 1946, l'obediència és reestructurada. El 1952, aquesta «Unió maçònica femenina de França» esdevé oficialment la Grande Loge féminine de France. El 1959, el Ritu escocès antic i acceptat esdevé el ritual de l'obediència en substitució del Ritu d'adopció.
A partir dels anys 1960 21 lògies neixen a França i una a Suïssa a Ginebra, la Lògia «Lutèce». Durant el decenni següent, es crearan a França a Suïssa i a Bèlgica 76 lògies femenines. En el transcurs d'aquest mateix decenni, altres rituals seran acceptats. La patent del Ritu francès és lliurada a la Grande Loge féminine de France pel Grand Orient de France i el 10 de març de 1973 es crea la primera lògia al ritu francès, Unité, aviat continuada per moltes altres.
En el mateix temps, el 1972, la Gran lògia femenina crea el Suprême conseil féminin de France destinat a administrar els graus alts del REAA per a les germanes de l'obediència.
El 1974 es crea a Lió la primera lògia femenina funcionant amb el Ritu escocès rectificat amb l'ajut de germans de la Grande Loge traditionnelle et symbolique Opéra. Tanmateix, la patent del ritual no serà formalment concedida pel GODF fins al 1980.
La Grande Loge féminine de France lliura la patent de creació a les lògies suïsses, belgues, portugueses, veneçolanes, espanyoles que s'han reagrupat en obediències nacionals. Seguint aquesta dinàmica, s'han obert lògies als departaments i els territoris d'ultramar, a diversos països de l'Àfrica, al Canadà, a Polònia, a Hongria, a Letònia, etc.

## Situació actual
La Grande Loge féminine de France, primera obediència femenina al món, compta avui amb vora 12.500 membres, reagrupades al si de 380 lògies a França i a l'estranger. Dues lògies particulars La Rose des vents (Ritual escocès antic i acceptat| REAA) i le Creuset bleu (Ritual francès| RF), tenen com a missió afavorir la difusió de la Francmaçoneria femenina al món sencer. La Grande Loge féminine de France és representada a Brussel·les amb el seu Institut Maçonnique Européen, creat el 2008 per garantir la defensa i la difusió dels valors humanistes. Yvette Nicolas ha estat escollida el 2006 Gran Mestra de la Grande Loge féminine de France, i ha estat escollida de nou el 2007 i 2008.